# If My Heart Had Windows (chanson de George Jones)
Singles de George Jones
Party Pickin'
(1967) Say It's Not You
(1968)
Singles de Patty Loveless
You Saved Me
(1987) A Little Bit in Love
(1988)
"If My Heart Had Windows" est le titre d'une chanson country écrite par Dallas Frazier et enregistrée par George Jones en 1967 sur son album du même nom. Publiée en single la même année, la version de Jones a atteint la septième position du hit-parade Billboard Hot Country Singles.
Vingt-et-un-an après la première version, Patty Loveless a enregistré une reprise de cette chanson sur son album de 1987, également appelé If My Heart Had Windows. La version de Loveless est entrée à son tour dans le Top 10 du hit-parade country (pour la première fois de sa carrière) en atteignant la dixième position de ce même hit-parade. Il s'agit de la chanson qu'elle a choisi de chanter le soir où elle est devenue membre du Grand Ole Opry.

## Positions dans les hits-parades

### Version de George Jones
| Chart (1967)                       | Position |
| ---------------------------------- | -------- |
| U.S. Billboard Hot Country Singles | 7        |

### Version de Patty Loveless
| Chart (1988)                       | Position |
| ---------------------------------- | -------- |
| U.S. Billboard Hot Country Singles | 10       |
| Canadian RPM Country Tracks        | 9        |